# Thecla argerona
Thecla argerona är en fjärilsart som beskrevs av William Chapman Hewitson 1877. Thecla argerona ingår i släktet Thecla och familjen juvelvingar. Inga underarter finns listade i Catalogue of Life.